# Bob Verga
Robert Bruce "Bob" Verga (Neptune, Nueva Jersey, 7 de septiembre de 1945) es un exjugador de baloncesto estadounidense que disputó cinco temporadas en la ABA y una más en la NBA. Con 1,85 metros de estatura, jugaba en la posición de base.

## Trayectoria deportiva

### Universidad
Enero de 2012  Conserva hoy en día el récord de su universidad de mejor anotación en una temporada, con los 26,1 puntos por partido logrados en 1967. Fue elegido en las tres temporadas en el mejor quinteto de la Atlantic Coast Conference, y en 1966 y 1967 en el segundo mejor quinteto All-America.

### Profesional
Fue elegido en la vigésimo quinta posición del Draft de la NBA de 1967 por St. Louis Hawks, y también por los Kentucky Colonels en el draft de la ABA, pero acabó fichando por los Dallas Chaparrals. Allí jugó únicamente 31 partidos, pero le bastaron para acabar como mejor anotador de su equipo, con 23,7 puntos por encuentro.
Al año siguiente ficharía por Denver Rockets, quienes poco después lo traspasarían a New York Nets, donde tampoco tendría continuidad, siendo traspasado nuevamente, a los Houston Mavericks, junto con Levern Tart y Hank Whitney a cambio de Larry Lentz y Willie Somerset. Allí acabaría la temporada como titular, promediando 24,7 puntos y 4,4 rebotes por partido.
En 1969 el equipo cambia de ciudad y de denominación, convirtiéndose en los Carolina Cougars. En su primera temporada en la nueva ciudad acaba como segundo mejor anotador de la liga, por detrás de Spencer Haywood, promediando 27,5 puntos por partido, lo que le valió para ser incluido en el mejor quinteto de la ABA, y le dio opción a disputar su único All-Star Game, en el que consiguió 14 puntos y 5 rebotes.
Jugó una temporada más en los Cougars, pero sus minutos en pista se vieron reducidos por la llegada al equipo de Joe Caldwell. Pocas semanas después de comenzada la temporada 1971-72 fue traspasado a los Pittsburgh Condors a cambio de Stew Johnson. Allí recuperó la titularidad, jugando una temporada en la que promedió 18,8 puntos y 3,9 asistencias por partido.
Tras no tener continuidad en el equipo, probó fortuna en los Milwaukee Bucks de la NBA, pero fue despedido antes del comienzo de la temporada, fichando días más tarde por Portland Trail Blazers, donde se vio abocado al banquillo, siendo despedido tras 21 partidos.

## Estadísticas de su carrera en la NBA y la ABA

### Temporada regular
| Temporada | Edad | Equipo                 | Liga  | P   | TIT | MIN  | TC   | TCA  | %TC  | 3P  | 3PA | %3P  | TL  | TLA | %TL  | R.OF. | R.DEF. | REB | ASIS | ROB | TAP | PER | FP  | PTS  |
| 1967-68   | 22   | Dallas Chaparrals      | ABA   | 31  |     | 41.5 | 9.0  | 20.4 | .442 | 0.4 | 1.6 | .260 | 5.2 | 7.0 | .743 |       |        | 4.5 | 2.4  |     |     | 3.1 | 3.0 | 23.7 |
| 1968-69   | 23   | TOTAL                  | ABA   | 63  |     | 28.6 | 6.6  | 16.0 | .414 | 0.3 | 1.1 | .279 | 5.3 | 7.2 | .740 | 2.0   | 1.7    | 3.7 | 3.0  |     |     | 3.1 | 3.2 | 18.8 |
| 1968-69   | 23   | Denver Rockets         | ABA   | 6   |     | 25.0 | 4.0  | 12.8 | .312 | 0.2 | 0.5 | .333 | 3.0 | 4.7 | .643 | 1.7   | 1.8    | 3.5 | 1.8  |     |     | 4.2 | 2.7 | 11.2 |
| 1968-69   | 23   | New York Nets          | ABA   | 24  |     | 21.7 | 4.1  | 11.4 | .363 | 0.2 | 0.8 | .278 | 4.3 | 6.0 | .715 | 1.1   | 1.7    | 2.8 | 1.7  |     |     | 2.1 | 2.8 | 12.8 |
| 1968-69   | 23   | Houston Mavericks      | ABA   | 33  |     | 34.3 | 8.9  | 19.9 | .447 | 0.4 | 1.4 | .277 | 6.5 | 8.5 | .762 | 2.7   | 1.7    | 4.4 | 4.1  |     |     | 3.6 | 3.5 | 24.7 |
| 1969-70   | 24   | Carolina Cougars       | ABA   | 82  |     | 41.6 | 10.6 | 24.2 | .437 | 0.8 | 2.6 | .307 | 5.6 | 6.9 | .811 | 2.1   | 3.1    | 5.2 | 3.5  |     |     | 3.8 | 3.3 | 27.5 |
| 1970-71   | 25   | Carolina Cougars       | ABA   | 75  |     | 26.8 | 7.3  | 16.0 | .458 | 0.1 | 0.6 | .227 | 4.0 | 5.6 | .721 | 2.2   | 1.5    | 3.7 | 2.4  |     |     | 2.2 | 3.0 | 18.8 |
| 1971-72   | 26   | TOTAL                  | ABA   | 70  |     | 29.0 | 6.6  | 14.9 | .439 | 0.3 | 0.7 | .365 | 4.1 | 5.7 | .716 | 1.4   | 2.0    | 3.4 | 3.6  |     |     | 3.2 | 2.8 | 17.5 |
| 1971-72   | 26   | Carolina Cougars       | ABA   | 8   |     | 15.9 | 2.9  | 7.4  | .390 | 0.4 | 1.3 | .300 | 1.3 | 1.6 | .769 | 0.6   | 0.4    | 1.0 | 1.3  |     |     | 1.5 | 2.5 | 7.4  |
| 1971-72   | 26   | Pittsburgh Condors     | ABA   | 62  |     | 30.7 | 7.0  | 15.9 | .442 | 0.3 | 0.7 | .381 | 4.4 | 6.2 | .714 | 1.5   | 2.2    | 3.7 | 3.9  |     |     | 3.4 | 2.9 | 18.8 |
| 1973-74   | 28   | Portland Trail Blazers | NBA   | 21  |     | 10.3 | 2.0  | 4.4  | .452 |     |     |      | 1.0 | 1.5 | .625 | 0.5   | 0.3    | 0.9 | 0.8  | 0.6 | 0.0 |     | 1.0 | 5.0  |
| Total     |      |                        | TOTAL | 342 |     | 31.4 | 7.6  | 17.4 | .438 | 0.4 | 1.3 | .296 | 4.6 | 6.1 | .749 | 1.9   | 2.0    | 3.9 | 2.9  | 0.6 | 0.0 | 3.1 | 2.9 | 20.2 |
|           |      |                        | ABA   | 321 |     | 32.8 | 8.0  | 18.3 | .438 | 0.4 | 1.3 | .296 | 4.8 | 6.4 | .751 | 1.9   | 2.1    | 4.1 | 3.1  |     |     | 3.1 | 3.1 | 21.2 |
|           |      |                        | NBA   | 21  |     | 10.3 | 2.0  | 4.4  | .452 |     |     |      | 1.0 | 1.5 | .625 | 0.5   | 0.3    | 0.9 | 0.8  | 0.6 | 0.0 |     | 1.0 | 5.0  |

### Playoffs
| Temporada | Edad | Equipo           | Liga | P | MIN | TCA | TC  | 3PA | 3P | TLA | TL | R.OF. | REB | ASIS | ROB | TAP | PER | FP | PTS | %TC  | %3P  | %FT  | MIN  | PTS  | REB | AST |
| 1969-70   | 24   | Carolina Cougars | ABA  | 4 | 156 | 48  | 102 | 4   | 16 | 8   | 11 |       | 11  | 10   |     |     |     |    | 108 | .471 | .250 | .727 | 39.0 | 27.0 | 2.8 | 2.5 |
| Total     |      |                  | ABA  | 4 | 156 | 48  | 102 | 4   | 16 | 8   | 11 |       | 11  | 10   |     |     |     |    | 108 | .471 | .250 | .727 | 39.0 | 27.0 | 2.8 | 2.5 |